# Esperídes Kallithéa
L’Esperídes Glyfáda-Kallithéa (en grec Εσπερίδες Γλυφάδας, « les Hespérides de Glyfáda ») est un club féminin de basket-ball grec situé à Glyfáda puis à Kallithéa. Le club appartient du championnat grec.

## Historique
Le club est issu de la fusion de plusieurs clubs entre 1995 et la dernière en 2003 avec une section de l'ANO Glyfáda.

## Palmarès
- Champion de Grèce : 2006, 2008
- Vainqueur de la Coupe de Grèce : 2006, 2007, 2008, 2009

## Entraîneurs successifs
- Depuis ? : ?

## Joueuses célèbres ou marquantes
- Katie Douglas
- Sheryl Swoopes
- Stylianí Kaltsídou